# Natação no Campeonato Mundial de Esportes Aquáticos de 2015 - 800 m livre masculino
A prova dos 800 metros livre masculino da natação no Campeonato Mundial de Esportes Aquáticos de 2015 ocorreu entre os dias 4 de agosto e 5 de agosto em Cazã na Rússia.

## Recordes
Antes desta competição, os recordes mundiais e do campeonato nesta prova eram os seguintes:
| Tipo                  | Atleta    | Tempo   | Local | Data                |
| --------------------- | --------- | ------- | ----- | ------------------- |
|                       | Zhang Lin | 7:32.12 | Roma  | 29 de julho de 2009 |
| Recorde do campeonato | Zhang Lin | 7:32.12 | Roma  | 29 de julho de 2009 |

## Medalhistas
| Ouro           | Prata                      | Bronze            |
| Sun Yang (CHN) | Gregorio Paltrinieri (ITA) | Mack Horton (AUS) |

## Resultados

### Eliminatórias
Esses foram os resultados das eliminatórias.
| Pos. | Bateria | Raia | Nadador              | Nacionalidade  | Tempo   | Notas            |
| ---- | ------- | ---- | -------------------- | -------------- | ------- | ---------------- |
| 1    | 5       | 3    | Connor Jaeger        | Estados Unidos | 7:44.77 | Q                |
| 2    | 5       | 4    | Gregorio Paltrinieri | Itália         | 7:45.15 | Q                |
| 3    | 5       | 2    | Stephen Milne        | Reino Unido    | 7:46.41 | Q                |
| 4    | 5       | 6    | Michael McBroom      | Estados Unidos | 7:47.05 | Q                |
| 5    | 5       | 5    | Mack Horton          | Austrália      | 7:47.08 | Q                |
| 6    | 4       | 5    | Sun Yang             | China          | 7:47.87 | Q                |
| 7    | 5       | 8    | Wojciech Wojdak      | Polónia        | 7:48.95 | Q                |
| 8    | 3       | 6    | Henrik Christiansen  | Noruega        | 7:49.70 | Q,               |
| 9    | 5       | 1    | Akram Ahmed          | Egito          | 7:49.83 | Recorde nacional |
| 10   | 4       | 4    | Ryan Cochrane        | Canadá         | 7:50.28 |                  |
| 11   | 4       | 2    | Damien Joly          | França         | 7:50.30 |                  |
| 12   | 4       | 0    | Mark Sánchez         | Espanha        | 7:51.19 |                  |
| 13   | 3       | 0    | Mads Glæsner         | Dinamarca      | 7:51.24 | Recorde nacional |
| 14   | 3       | 5    | Joris Bouchaut       | França         | 7:52.37 |                  |
| 15   | 4       | 1    | Florian Vogel        | Alemanha       | 7:53.61 |                  |
| 16   | 4       | 9    | Maarten Brzoskowski  | Países Baixos  | 7:54.31 |                  |
| 17   | 4       | 3    | Pál Joensen          | Ilhas Feroé    | 7:55.01 |                  |
| 18   | 3       | 4    | Richard Nagy         | Eslováquia     | 7:55.31 | Recorde nacional |
| 19   | 5       | 9    | Wang Kecheng         | China          | 7:56.05 |                  |
| 20   | 3       | 7    | Nathan Capp          | Nova Zelândia  | 7:57.61 | Recorde nacional |
| 21   | 3       | 8    | Martín Naidich       | Argentina      | 7:57.72 |                  |
| 22   | 4       | 8    | Sören Meißner        | Alemanha       | 7:57.93 |                  |
| 23   | 5       | 7    | Gergely Gyurta       | Hungria        | 7:58.70 |                  |
| 24   | 4       | 6    | Péter Bernek         | Hungria        | 7:59.56 |                  |
| 25   | 3       | 1    | Serhiy Frolov        | Ucrânia        | 8:02.17 |                  |
| 26   | 3       | 2    | Esteban Enderica     | Equador        | 8:03.17 |                  |
| 27   | 3       | 9    | Martin Bau           | Eslovênia      | 8:04.11 |                  |
| 28   | 5       | 0    | Myles Brown          | África do Sul  | 8:04.47 |                  |
| 29   | 2       | 5    | Vuk Čelić            | Sérvia         | 8:05.68 |                  |
| 30   | 4       | 7    | Jan Micka            | Chéquia        | 8:05.76 |                  |

| Ver o restante da classificação | Ver o restante da classificação | Ver o restante da classificação | Ver o restante da classificação | Ver o restante da classificação | Ver o restante da classificação | Ver o restante da classificação |
| Pos.                            | Bateria                         | Raia                            | Nadador                         | Nacionalidade                   | Tempo                           | Notas                           |
| ------------------------------- | ------------------------------- | ------------------------------- | ------------------------------- | ------------------------------- | ------------------------------- | ------------------------------- |
| 31                              | 3                               | 3                               | Matias Koski                    | Finlândia                       | 8:07.28                         |                                 |
| 32                              | 2                               | 6                               | Sven Arnar Saemundsson          | Croácia                         | 8:07.40                         | Recorde nacional                |
| 33                              | 2                               | 1                               | Ido Haber                       | Israel                          | 8:07.78                         |                                 |
| 34                              | 2                               | 2                               | Alexei Sancov                   | Moldávia                        | 8:10.83                         |                                 |
| 35                              | 2                               | 3                               | Marcelo Acosta                  | El Salvador                     | 8:12.52                         |                                 |
| 36                              | 2                               | 4                               | Ernest Maksumov                 | Rússia                          | 8:12.65                         |                                 |
| 37                              | 1                               | 4                               | Alin Artimon                    | Roménia                         | 8:17.16                         |                                 |
| 38                              | 2                               | 8                               | Sim Wee Sheng Welson Sim        | Malásia                         | 8:18.20                         |                                 |
| 39                              | 2                               | 7                               | Andy Arteta                     | Venezuela                       | 8:19.39                         |                                 |
| 40                              | 1                               | 5                               | Felipe Tapia                    | Chile                           | 8:21.27                         |                                 |
| 41                              | 1                               | 3                               | Pol Arias                       | Andorra                         | 8:28.11                         |                                 |

### Final
Esse foi o resultado da final. 
| Pos.              | Raia | Nadador              | Nacionalidade  | Tempo   | Notas            |
| ----------------- | ---- | -------------------- | -------------- | ------- | ---------------- |
| Medalha de ouro   | 7    | Sun Yang             | China          | 7:39.96 |                  |
| Medalha de prata  | 5    | Gregorio Paltrinieri | Itália         | 7:40.81 | Recorde europeu  |
| Medalha de bronze | 2    | Mack Horton          | Austrália      | 7:44.02 |                  |
| 4                 | 4    | Connor Jaeger        | Estados Unidos | 7:44.51 |                  |
| 5                 | 8    | Henrik Christiansen  | Noruega        | 7:45.66 | Recorde nacional |
| 6                 | 1    | Wojciech Wojdak      | Polónia        | 7:45.90 | Recorde nacional |
| 7                 | 3    | Stephen Milne        | Reino Unido    | 7:49.86 |                  |
| 8                 | 6    | Michael McBroom      | Estados Unidos | 7:55.30 |                  |

Legenda
| Recorde mundial       | Recorde mundial (World record)               |                       | Recorde africano                      | Recorde africano (African) |                                           | Q | Classificado por posição (Qualified) |
| Recorde do campeonato | Recorde do campeonato (Championship record)  | Recorde da América    | Recorde da América (Americas)         | q                          | Classificado por melhor tempo (Qualified) |   |                                      |
| Melhor marca do ano   | Melhor marca do ano (World leading)          | Recorde asiático      | Recorde asiático (Asian)              | DNS                        | Não largou (Did not start)                |   |                                      |
| Recorde nacional      | Recorde nacional (National record)           | Recorde europeu       | Recorde europeu (European)            | DNF                        | Não terminou (Did not finish)             |   |                                      |
| Recorde pessoal       | Recorde pessoal do atleta (Personal best)    | Recorde da Oceania    | Recorde da Oceania (Oceania)          | DSQ / DQ                   | Desclassificado (Disqualified)            |   |                                      |
| Recorde da temporada  | Recorde da temporada do atleta (Season best) | Recorde sul-americano | Recorde sul-americano (South America) | NM                         | Sem marca (No mark)                       |   |                                      |